# Sports Illustrated: Championship Football & Baseball
Sports Illustrated: Championship Football & Baseball (conosciuto in  Europa come All-American Championship Football) è un videogioco commissionato dalla rivista Sports Illustrated, sviluppato da Malibu Games per Super Nintendo Entertainment System e include sia football americano sia baseball.